# ディア・フレンズ
『ディアフレンズ』（Dear Friends）は、TOKYO FMをキー局とする全国のJFN加盟のFM局38局で月 - 木曜日の11:00 - 11:30（JST）に放送されている音楽トークバラエティ番組。一部の局では自社制作番組に内包される形で放送される。毎回、ゲストを迎えて放送している。金曜に放送されていた時期もある。前身は『コーヒータイム』。

## パーソナリティの歴史
- 初代：飯星景子（1995年4月 - 1997年3月）
  - 『ディアフレンズ』の番組名は飯星の発案によるもの[1]。
  - 開始当初は金曜日は未放送で『大貫妙子の風のオルガン』を放送[2][3]。
- 2代目：坂上みき（1997年4月 - 1998年9月）
  - 坂上は当時TOKYO FMの平日午前の情報番組『FMソフィア』のパーソナリティをしており、同局ではその中の1コーナーだった。なお、前身の『コーヒータイム』でも末期に金曜日のパーソナリティだったことがある。その後は、『坂上みきのBeautiful』や『ENTERMAX』（2006年4月 - 2008年3月）のパーソナリティをしていた。
- 3代目：石井竜也（1998年10月 - 1999年12月、2011年2月 - 12月）
  - 石井が担当していた時は毎週金曜日にはゲストを呼ばず、リスナーからのお便りを紹介する日となっていた。石井はこの番組降板後、日曜午後の『ASAHI SUPER DRY MUSIC ALIVE』（2007年3月まで）、土曜深夜の『石井週一』（2007年4月 - 2008年3月）のパーソナリティをしていた。
  - 2011年2月18日から、『石井竜也のディアフレンズ CASIO 〜Mind Frame〜』（毎週金曜日）を担当、番組パーソナリティとして約14年ぶりに復帰する。
- 4代目：恵俊彰（2000年1月 - 2006年3月）
  - 恵は2005年4月からTBSテレビで『きょう発プラス!』の司会を担当していたが、この番組のパーソナリティはそのまま継続。
  - この時代のテーマソングはSmappiesによるRhythmsticks「Working People」[4]・
- 5代目：赤坂泰彦（2006年4月 - 2011年9月）
  - 担当開始当初は恵との差別化のためか、ゲストはほぼすべてアーティストだったが、2006年10月頃から文化人も増えた。同一ゲストが2日続けて登場することも多い。2010年10月からは、ゲストとのトークの前に女性の声でゲストのプロフィールを紹介することになった。
- 6代目（現在）：坂本美雨（2011年10月 - ）
  - 坂本が担当してからは、ゲスト出演前に「ディアペディア」（ウィキペディアのディアフレンズ版）というゲストのプロフィール紹介と、番組終了前に今日印象に残った一言をゲストとのやり取りで振り返る試みが導入された。
  - 2015年4月に放送開始20周年を迎え、第3週に歴代パーソナリティである飯星、石井、赤坂、坂上（出演順）をゲストに迎える企画が行われた（放送時同時間帯の『ひるおび!』に出演していた恵は登場せず）[1]。
  - 放送開始25周年の2020年4月20日からは新型コロナウイルスの影響でスタジオ収録が困難となり、当面は「StayHome～サバ美といっしょにおうちラジオ～」として坂本の自宅からリモート、オンラインでゲストとトークをする内容となった。その後スタジオ収録が再開された後も一部ゲストがリモート出演することもある。
  - 2021年10月4日、坂本美雨のパーソナリティ就任10周年を迎えた。
  - テーマ曲はLUSRICA「Memory Lane Follows」(オープニング)、「Nocturne」(エンディング)。

## ディアフレンズ金曜版
- 2009年10月の改編から、『赤坂泰彦のディアフレンズ』の放送は月 - 木に短縮され、代わって金曜日の同枠で『ディアフレンズ フライデー』がスタートした。パーソナリティは小松成美。なお、2010年6月25日で終了した。
- 2010年7月からは、コブクロがパーソナリティとなり、3か月限定の番組『コブクロ Dear Songs』（コブクロディアソングス）を放送。同年8月25日に発売されたアルバム『ALL COVERS BEST』に収録された楽曲を基にしたトークを行った。また、アルバム発売前日には、『コブクロ Dear Songs』の公開放送の収録を兼ねたイベントが行われた[5]。
- 2010年10月の改編から、『赤坂泰彦のディアフレンズ』が1年ぶりに金曜日にも放送を開始。2011年2月4日に終了（翌週11日はBig America 2 Radio Special Program!第2弾を放送するため休止）
- 2011年2月18日から同年12月30日にかけて、金曜日は約14年ぶりに復帰する石井竜也が『石井竜也のディアフレンズ CASIO 〜Mind Frame〜』（いしいたつやのディアフレンズカシオマインドフレーム）を担当した。これをもって一旦金曜のディアフレンズは終了。
- 2012年1月6日からの金曜日同時間帯は『松任谷由実のYuming Chord』を放送中。

## 代役
- ルーシー・ケント - 2007年9月3日 - 9月7日
- 土岐麻子 - 2015年7月27日 - 9月30日　坂本美雨が産休に入ったため、坂本の友人である土岐が代理を務めた[6][7]。坂本が復帰した10月1日にはゲストとして登場した[8]。

## 主なコーナー
放送する曜日について特に記載のない場合、全ての放送曜日にて放送される。

### 現行
辻利 Green Time
2022年6月7日放送分から開始した番組後半のコーナーで（放送は火曜のみ）、スポンサーは『宇治の茶匠 辻利』。当該コーナーは2022年12月27日に一旦終了したが、2023年6月6日より再開している。
辻利の抹茶を飲んでリフレッシュしながら、抹茶色の質問BOXからゲストが引いた質問に沿ってトークを行う。この関係で、毎週火曜の番組の最後には辻利の抹茶商品のプレゼント告知を行っている。

### 過去
ニチイ Everyday Thanks
2010年1月4日放送分から開始した番組後半のコーナーで（放送は月曜 - 木曜）、ニチイ学館がスポンサーとなっている。ゲストが「ありがとう」を伝えたい人への思いを語る。また、リスナーからのメッセージも紹介している。
Dear My Dream
2010年11月26日放送分から12月31日まで放送したコーナーで（放送は金曜）、ゲストの「夢」を語る。また、リスナーからの夢にちなんだメッセージも紹介しており、コーナーの最後には宝くじの発売情報も伝えていた。
The IMPRESSION
番組前半の、ゲストへのインタビューコーナー。スポンサーはサカタのタネ。2009年3月31日まではDHCがスポンサーで、DHCの冠が付けられていた。
SOUND PORTRAIT
2009年12月31日まで番組後半に放送されていたコーナーで、ゲストが選曲したドライビングソングを紹介する。2009年3月31日まではトヨタ自動車、それ以前は日本たばこ産業がスポンサーで、それぞれTOYOTA、JTの冠が付けられていた。
CASIO the focus
2011年2月1日から同年12月まで放送されていたコーナー（放送は月曜 - 木曜が番組前半、金曜はカシオが番組全体のスポンサーなのでコーナーとしての区切りはなく、番組後半に同内容の構成がなされている）。内容は過去のthe IMPRESSIONに似ているが、ゲストのお気に入りの一品をカメラに収め、サイト「IMAGING SQUARE」で加工したものを番組サイトにアップしている。、リスナーからも募集しており、毎月最優秀作品一作品（The Focus賞）を選び、こちらも番組サイトにアップされた。同年6月30日をもって月曜 - 木曜の放送は終了し、金曜のみに縮小して続けられた。
森永乳業 Cafe Talk
2019年4月1日放送分から2021年3月31日放送分まで放送されていた番組後半のコーナー。森永乳業がスポンサーとなっていた（提供クレジットは番組開始時と終了時に行っていたため番組全体のスポンサーという形だが、同社CMはコーナー直後のみで、番組中にパーティシペーション形式のコマーシャルも放送されていた）。スタジオに冷蔵庫などが持ち込まれ、庫内の同社製品からゲストが好きなものを選択する。製品裏にはゲストへの質問が書かれており、それにゲストが答える形となる。
ちなみに、森永乳業は開始前日の2019年3月31日まで東名阪でネットしていたヒーリング・ヴィーナスシリーズのスポンサーだった。
拝啓、なじみたち
2021年4月1日放送分から2021年5月31日放送分まで放送されていた番組後半のコーナー。2020年12月17日にお笑いコンビの「すゑひろがりず」が番組に出演した際に、「ディアフレンズ」を和風に変換すると「拝啓、なじみたち」と表現したことから命名。スタッフが考えた質問が書かれた紙がBOXに入っており、ゲストが引いた質問に答える形となる。

## ネット局
Aラインプログラムに該当するJFN系列38局ネットで放送。全局「radiko」・「radikoプレミアム」で聴取可能。
| 放送地域 | 放送局                  | 備考                 |
| -------- | ----------------------- | -------------------- |
| 東京都   | TOKYO FM                | ※制作局              |
| 北海道   | AIR-G'                  |                      |
| 青森県   | AFB                     |                      |
| 岩手県   | FM IWATE                |                      |
| 宮城県   | Date fm                 |                      |
| 秋田県   | AFM                     |                      |
| 山形県   | Rhythm station          |                      |
| 福島県   | ふくしまFM              | 1995年10月開局から。 |
| 栃木県   | RADIO BERRY             |                      |
| 群馬県   | FMぐんま                |                      |
| 新潟県   | FM-NIIGATA              |                      |
| 長野県   | FM長野                  |                      |
| 富山県   | FMとやま                |                      |
| 石川県   | HELLO FIVE              |                      |
| 福井県   | FM福井                  |                      |
| 岐阜県   | FM GIFU                 | 2001年4月開局から。  |
| 静岡県   | K-mix                   |                      |
| 愛知県   | FM AICHI                |                      |
| 三重県   | レディオキューブ FM三重 |                      |

| 放送地域       | 放送局         | 備考                                                             |
| -------------- | -------------- | ---------------------------------------------------------------- |
| 滋賀県         | e-radio        | 1996年12月開局から。                                             |
| 大阪府         | FM大阪         |                                                                  |
| 兵庫県         | Kiss FM KOBE   | JFNに加盟した2003年4月から。                                     |
| 鳥取県・島根県 | V-air          |                                                                  |
| 岡山県         | FM岡山         | 1999年4月開局から。                                              |
| 広島県         | HFM            |                                                                  |
| 山口県         | FMY            |                                                                  |
| 香川県         | FM香川         |                                                                  |
| 徳島県         | FM徳島         |                                                                  |
| 愛媛県         | JOEU-FM        |                                                                  |
| 高知県         | Hi-Six         |                                                                  |
| 福岡県         | FM FUKUOKA     |                                                                  |
| 佐賀県         | FMS            |                                                                  |
| 長崎県         | FM Nagasaki    | 毎年8月9日が平日の場合は長崎平和祈念式典の中継のため時差ネット。 |
| 熊本県         | FMK            |                                                                  |
| 大分県         | Air-Radio FM88 |                                                                  |
| 宮崎県         | JOY FM         |                                                                  |
| 鹿児島県       | μFM            |                                                                  |
| 沖縄県         | FM沖縄         |                                                                  |

## イベント
坂本美雨が担当するようになってから、公開収録を兼ねたゲストと坂本が共演するライブ「ディアフレンズLIVE」が行われるようになった。
- 「ディアフレンズLIVE Vol.1 Welcomes THE BOOM supported by あうて」(2013年6月14日)[10]
- 「ディアフレンズLIVE Vol.2 Welcomes 小室哲哉 supported by あうて」(2014年4月5日)[11]
- 「ディアフレンズLIVE Vol.3 Welcomes 平原綾香 supported by あうて」(2014年11月19日)[12]